# Aleksander Skowroński (ksiądz)
Aleksander Skowroński (ur. 9 lutego 1863 w Hugo, zm. 4 października 1934 w Mikołowie) – polski duchowny katolicki, prałat, działacz narodowy i społeczny na Górnym Śląsku, polityk, poeta.

## Życiorys

### Wczesne życie
Jego ojciec, Wojciech (ur. 1818), był synem rolnika i pochodził z Małobądza koło Będzina, a rodzina jego matki, Weroniki Eleonory z domu Walkiewicz (ur. 1829), pochodziła z Popowa koło Częstochowy, gdzie jej ojciec był leśniczym. Wojciech Skowroński zamieszkał w Siemianowicach Śląskich na pruskim Śląsku w celu uniknięcia służby wojskowej w armii rosyjskiej. Pracował jako górnik, następnie jako dozorca maszyn. W 1846 ożenił się z Weroniką w kościele św. Michała Archanioła w Michałkowicach. Wybudował dwa domy czynszowe, jeden w Hugo, drugi na Kolonii Wandy. Aleksander Skowroński urodził się 9 lutego 1863 w Hugo. Miał czterech braci: Józef (1847–1882), Leopold (1852–1919), Wojciech (ur. 1855), Adam (1859–1893) oraz dwie siostry: Matylka (po mężu Hatlapina; 1861–1887) i Józefa (po mężu Pietruszczyna; 1865–1923).
Edukację rozpoczął w szkole ludowej w Siemianowicach Śląskich. Od jesieni 1876 do marca 1885 uczęszczał do katolickiego gimnazjum św. Macieja we Wrocławiu. W styczniu 1883 jego ojciec zginął „uległszy przy domu nieszczęśliwemu wypadkowi”. Z powodu śmierci ojca oraz biedy Aleksander popadł w depresję. Naukę w gimnazjum kontynuował dzięki pomocy finansowej brata Wojciecha. Dodatkowo zarabiał udzielając lekcje i korepetycje. 16 marca 1885 zdał maturę z odznaczeniem bez egzaminu ustnego.

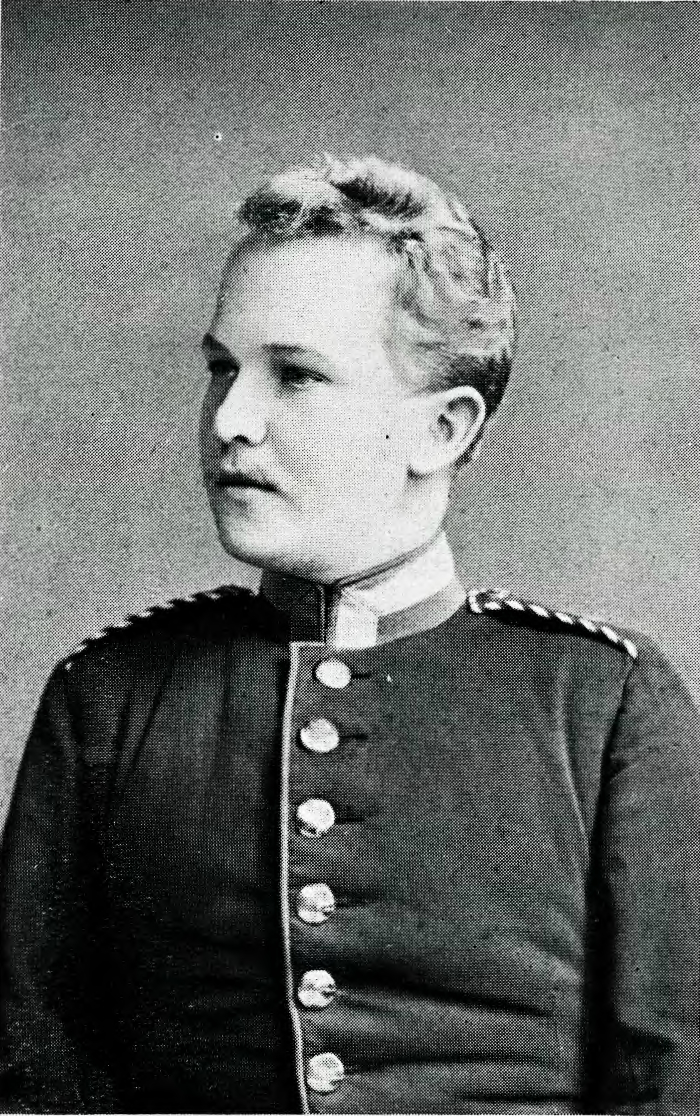
Skowroński jako grenadier

W czwartej klasie gimnazjum (1880), z okazji wycieczki do Trzebnicy, napisał w języku niemieckim wiersze wzorowane na poezji Josepha von Eichendorffa. Wówczas posiadał na własność dzieła polskich pisarzy: Antoniego Malczewskiego, Adama Mickiewicza, Józefa Korzeniowskiego i Juliusza Słowackiego. W 1883 odbył wycieczkę do Krakowa, a w 1884 wybrał się na pielgrzymkę na Jasną Górę. Poznał Antoniego Robotę, bratanka polskiego nauczyciela i działacza narodowego Filipa Roboty z Prudnika.
28 kwietnia 1885 immatrykulował się na Wydział Teologiczny Uniwersytetu Wrocławskiego. W październiku 1885 wziął udział w zjeździe polskich akademików w Gnieźnie. Należał do wrocławskich organizacjach polskich studentów, takich jak Towarzystwo Literacko-Słowiańskie, Towarzystwo Górnośląskie, Kółko Towarzyskie i Societas Hosiana. W latach 1886–1887 służył jako jednoroczny ochotnik w 11 Pułku Grenadierów im. Króla Fryderyka III. Otrzymał kwalifikacje na oficera rezerwy. Dyplom ukończenia studiów uzyskał 10 sierpnia 1888. Jesienią 1888 wstąpił do alumnatu (seminarium duchownego) we Wrocławiu. Święcenia kapłańskie otrzymał 27 czerwca 1889 we Wrocławiu.

### Chorzów

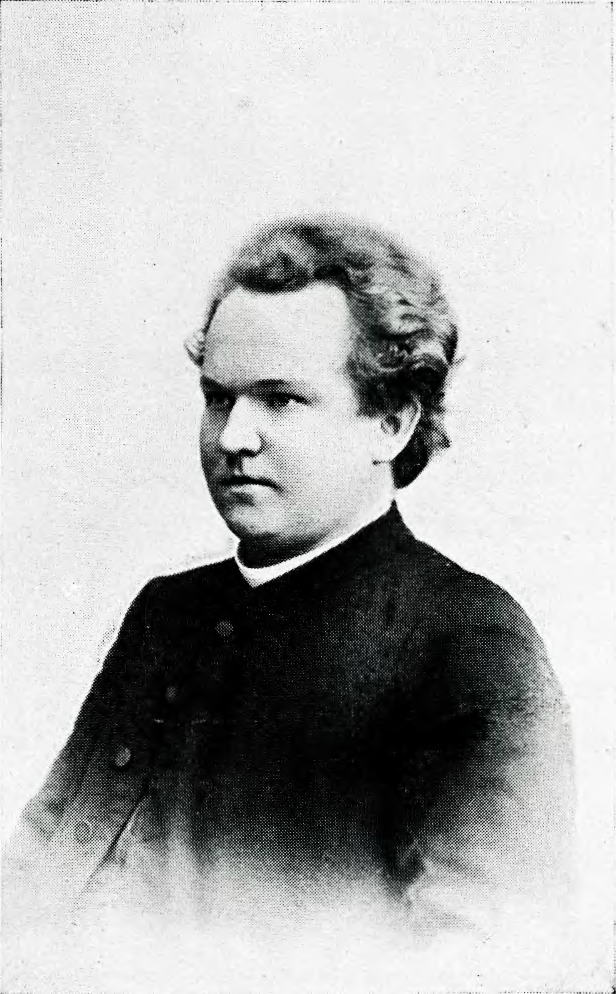
Skowroński jako wikariusz

Na początku sierpnia 1889 został skierowany do pracy jako wikariusz w parafii św. Barbary w Chorzowie, jednak już we wrześniu został przydzielony do parafii św. Jadwigi Śląskiej tamże. Jego teksty były publikowane w „Katoliku”, „Gazecie Opolskiej” i „Nowinach Raciborskich”. Nawiązał kontakty z polską młodzieżą (m.in. z Wojciechem Korfantym), pomagając tajnemu kółku oświatowemu.
Pod koniec 1892 jako jedyny kapłan dekanatu Mysłowice odmówił podpisu pod publiczny zbiorowy protest przeciwko „Nowinom Raciborskim” spowodowany opublikowaniem w gazecie fałszywych zarzutów przeciwko biskupowi Georgowi von Koppowi. Swoją decyzję uzasadnił tym, że aczkolwiek potępia „napaść” „Nowin Raciborskich” na Koppa, uważa protest za zbyteczny, ponieważ redakcja gazety już przeprosiła biskupa. Dziekan Józef Michalski był oburzony decyzją Skowrońskiego i zabiegał we Wrocławiu o przeniesienie go „jak najdalej od górnośląskiego obwodu przemysłowego”.

### Łącznik, Solec, Szymiszów

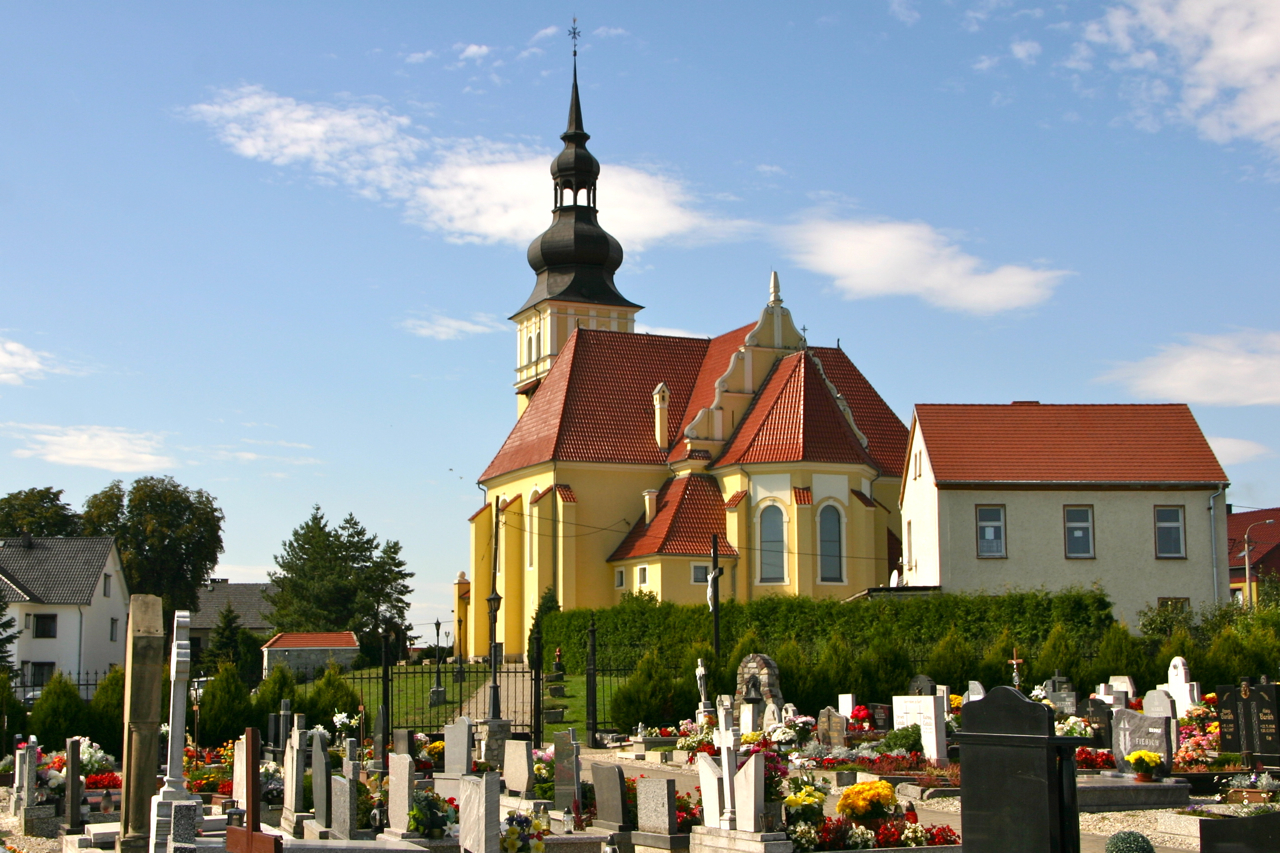
Kościół św. Jana Chrzciciela w Solcu

Chociaż Skowroński bronił swojego stanowiska i starał się załagodzić sytuację, nie udało mu się zapobiec decyzji o wysiedleniu go z Chorzowa. Został przeniesiony do parafii Nawiedzenia Najświętszej Maryi Panny w Łączniku w powiecie prudnickim, gdzie proboszczem był Fryderyk von Woysky. W 1893 zgłosił się do egzaminu proboszczowskiego. Po jedenastu miesiącach przeniesiono go do Solca pod Białą. Po śmierci tamtejszego proboszcza Hoffmanna w 1894 Skowroński kierował parafią św. Jana Chrzciciela aż do nadejścia jej nowego proboszcza Roberta Engla. Przebywając w powiecie prudnickim utrzymywał kontakty z polskimi działaczami, m.in. z Bronisławem Koraszewskim i Adamem Napieralskim. W grudniu 1894 został przeniesiony w charakterze administratora do Szymiszowa koło Strzelec Opolskich.

### Ligota Bialska koło Prudnika

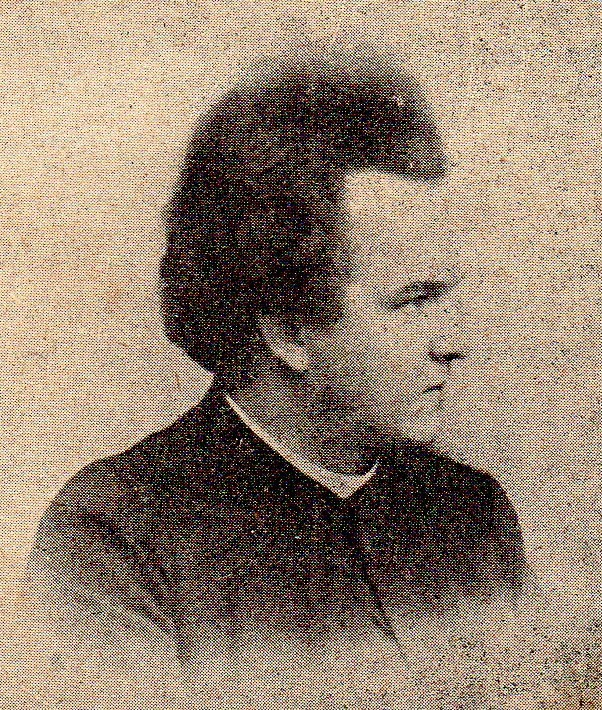
Skowroński jako proboszcz w Ligocie Bialskiej

Gdy w 1896 zmarł proboszcz parafii św. Stanisława Biskupa w Ligocie Bialskiej, Skowroński zaczął ubiegać się o stanowisko proboszcza tejże parafii, liczącej razem z przynależnymi do niej wsiami Górka Prudnicka, Otoki i Radostynia ponad 2000 wiernych. We wrześniu 1896 został proboszczem w Ligocie Bialskiej.
W porozumieniu z Adamem Napieralskim postanowił zorganizować samopomoc przez szerzenie polskich elementarzy. 11 listopada 1900 w Bytomiu został jednogłośnie wybrany na przewodniczącego Towarzystwa dla Szerzenia Elementarzy Polskich im. ks. Engla. Władze rejencji opolskiej i wrocławskiej wystosowały prośby do kardynała Koppa o zakazanie księżom współpracy z Towarzystwem, wobec czego Skowroński przekazał przewodnictwo swojemu bratu Leopoldowi. Opowiadał się za nauczaniem religii w języku polskim w szkołach na Górnym Śląsku. W 1902 „Gazeta Toruńska” oświadczyła: „Polska na Śląsku jest tam, gdzie stoją ks. Skowroński, p. Koraszewski i p. Napieralski oraz ich zwolennicy”.

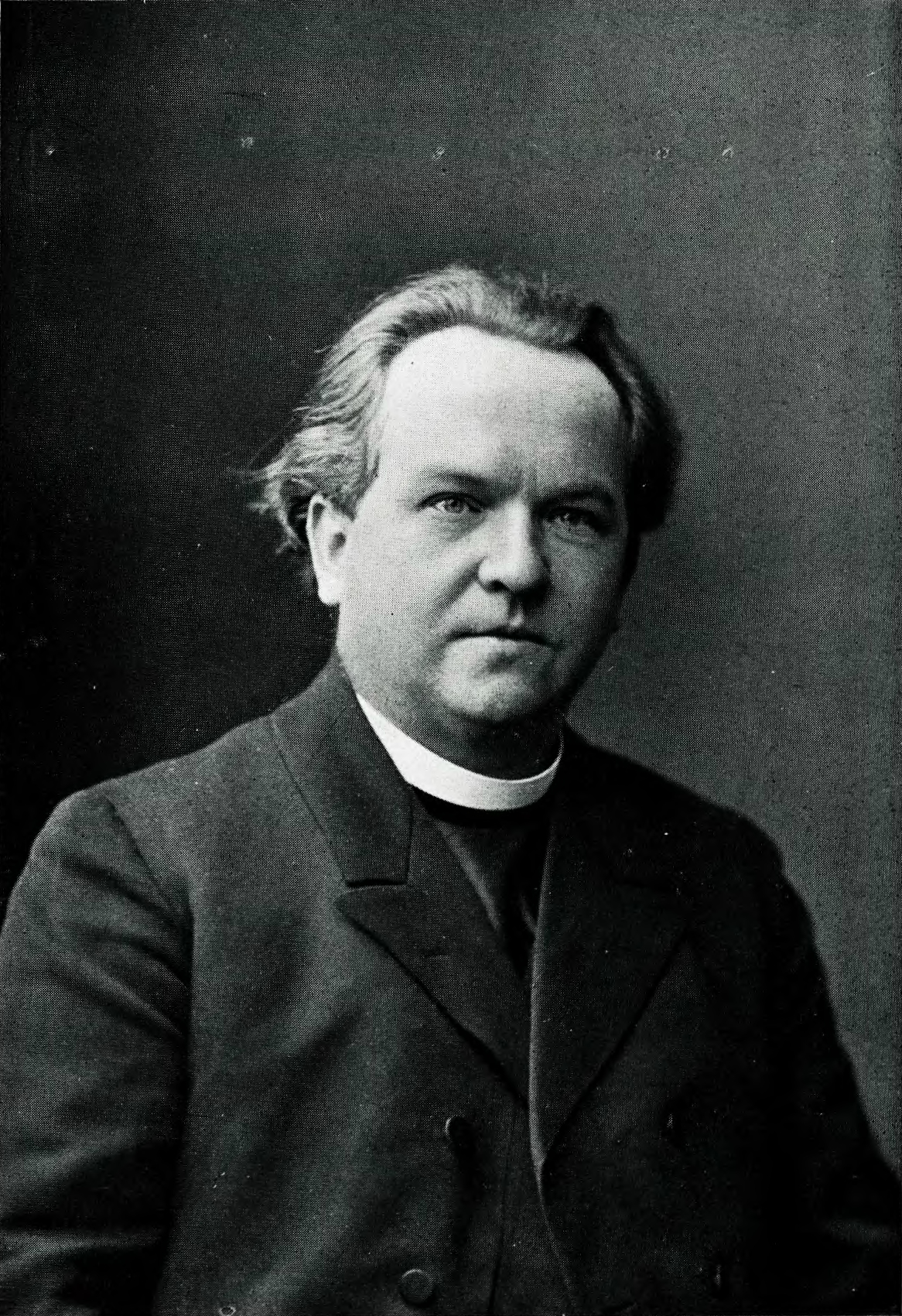
Skowroński jako poseł

Pod koniec lipca 1903 podjął inicjatywę utworzenia Polskiego Towarzystwa Ludowego i był jego pierwszym prezesem. W 1904 został przedstawicielem Śląska w Polskim Centralnym Komitecie Wyborczym. Od 1906 był przywódcą nielicznej grupy śląskiego duchowieństwa opowiadającego się po stronie polskiej i podjął wielką akcję propagandową na rzecz nauki w języku polskim w szkole. 25 stycznia 1907 został wybrany na posła do Reichstagu. Kandydatury jednak nie uzgodnił wcześniej z kurią biskupią, przez co biskup Kopp zmusił go po kilku miesiącach do zrzeczenia się mandatu poselskiego (proniemieckie władze kurii wrocławskiej odmówiły mu przydzielenia stałego wikariusza, uniemożliwiając w ten sposób sprawowanie funkcji poselskich). Wywołało to u Skowrońskiego załamanie psychiczne. Skowroński nawiązał współpracę z wydawaną w Prudniku gazetą „Neustädter Zeitung”. Zaczął opracowywać kronikę parafialną, jednak miał trudności w poszukiwaniu wiadomości z dawnych czasów. Ostatecznie rękopis zatytułowany „Material zur Ellguther Pfarrchronik, gesammelt vom Pfarrer Aleksander Skowroński anno 1908” zawiera 30 stron opisu patronatu parafii oraz 22 stron informacji o proboszczach do 1893. Przechowywał polityczną korespondencję, koncepty i szkice własnych pism i wierszy, ważne numery gazet wydawanych na Śląsku i poza nim.

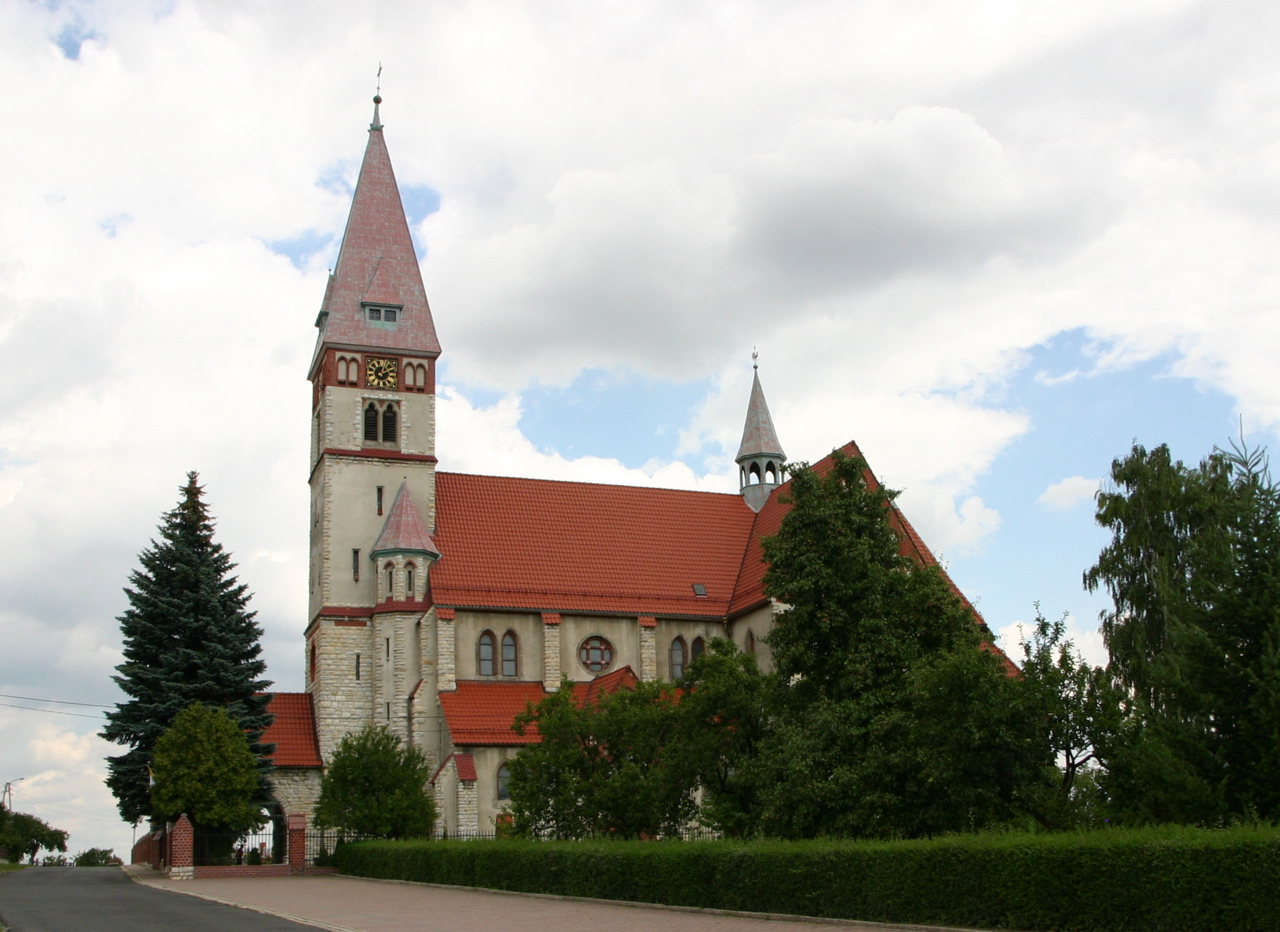
Kościół św. Stanisława Biskupa w Ligocie Bialskiej

14 kwietnia 1909 na plebanii w Ligocie Bialskiej zmarła jego matka. Z jego inicjatywy we wsi wzniesiono nowy kościół św. Stanisława Biskupa. 29 czerwca 1908 poświęcił kamień węgielny, a 31 maja 1909 dzwony nowego kościoła. Poświęcenia gotowej już świątyni dokonał 14 listopada 1909 dziekan von Woysky, a konsekracji sufragan wrocławski Karl Augustin 16 czerwca 1912.
Po wybuchu I wojny światowej zaangażował się w akcję pomocy ofiarom wojny. W 1915 został przewodniczącym śląskiego Komitetu Wykonawczego Niesienia Pomocy Głodującej Ludności Królestwa. W październiku 1917 w Opolu zostało założone Towarzystwo Oświaty im. św. Jacka ze Skowrońskim na czele. W grudniu 1918 Sejm Dzielnicowy w Poznaniu wybrał go do Naczelnej Rady Ludowej. 30 kwietnia 1920 został nominowany na dziekana.
W czasie plebiscytu na Górnym Śląsku Skowroński aktywnie angażował się w działalność propolską. Przemawiał na okolicznych polskich wiecach. Zorganizował masową pielgrzymkę mieszkańców okolic Prudnika na Jasną Górę. Otrzymywał pogróżki od Niemców. Thalhofer, kierownik Reichsgetreidestelle w Prudniku, na łamach „Neustädter Zeitung” zarzucił mu pobieranie łapówek od Polaków, czego jednak nie udowodnił. 30 kwietnia 1921 Skowroński został ostrzeżony o grożącym mu niebezpieczeństwie ze strony niemieckich bojówek, po czym wyjechał do Bytomia. Podczas III powstania śląskiego przebywał w Wiśniczach koło Gliwic.

### Mikołów

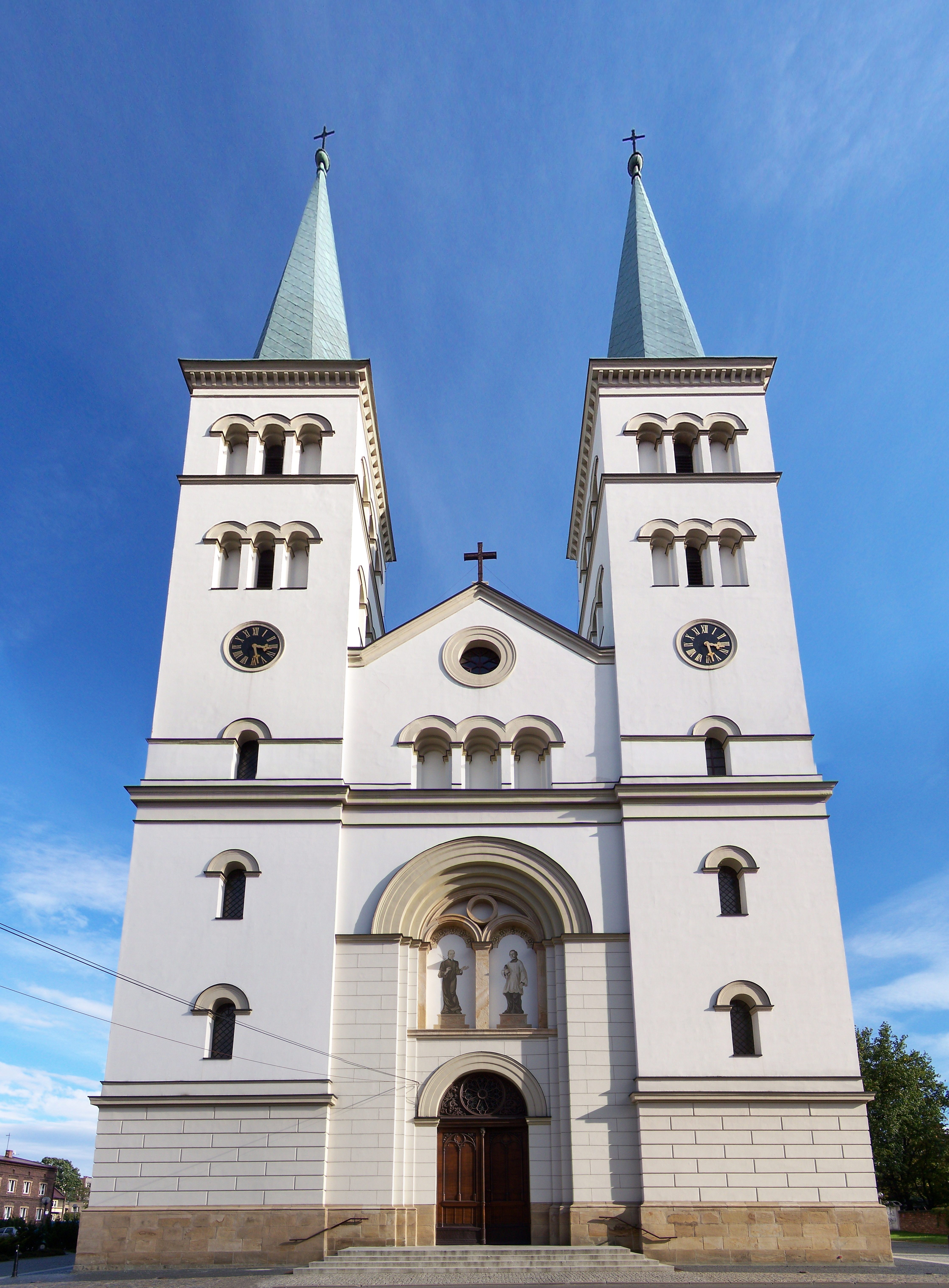
Bazylika św. Wojciecha w Mikołowie

29 czerwca 1922, kiedy Wojsko Polskie wkroczyło do Mikołowa, Skowroński wygłosił mowę z balkonu tamtejszego ratusza. W tymże roku został proboszczem parafii św. Wojciecha w Mikołowie. Z jego inicjatywy w parafii wydzielono dwa nowe okręgi duszpasterskie: w 1926 Łaziska Średnie, a w 1931 Piotrowice. 2 maja 1923 został odznaczony Krzyżem Komandorskim Orderu Odrodzenia Polski. Był jedynym śląskim kapłanem, który otrzymał odznaczenie tego stopnia. Ponadto został wyróżniony Mieczami Hallerowskimi w formie honoris causa, a także Odznaką Narodowego Związku Powstańców i Byłych Żołnierzy i Honorowym Krzyżem Plebiscytowym.
Po utworzeniu diecezji katowickiej, w styczniu 1926 otrzymał nominację na archidiakona Kapituły Katedralnej, a 26 stycznia 1928 – na komisarza biskupiego regionu zachodniego. W 1930 przyznano mu tytuł prałata, a 29 kwietnia 1931 (po śmierci ks. Jana Kapicy) został mianowany prepozytem Kapituły Katedralnej w Katowicach. Należał do Rady Naczelnej Narodowego Związku Powstańców i Byłych Żołnierzy. W 1928 został członkiem Koła Inteligencji Powiatu Prudnickiego. Był zwolennikiem chrześcijańskiej demokracji. W obliczu wyborów parlamentarnych w 1930 podpisał odezwy krytykujące rządy sanacji i wzywające do głosowania na listę Katolickiego Bloku Ludowego, prowadzoną przez Wojciecha Korfantego. W obronie uwięzionego Korfantego napisał wtedy broszurę pt. Wojciech Korfanty. Więzień brzeski. Komisarz Plebiscytowy Polski. Wicepremier Rządu Rzeczypospolitej. W tym samym roku był prezesem okręgu śląskiego Stronnictwa Narodowego.
Od 1910 Skowroński cierpiał na reumatyzm w dolnych kończynach; do tego dołączyła później chora wątroba. W 1933 z okazji swoich 70. urodzin został mianowany honorowym obywatelem Mikołowa. Zmarł 4 października 1934 na plebanii w Mikołowie. Został pochowany w podziemiach cmentarnej kaplicy w Mikołowie.

## Ordery i odznaczenia
- Krzyż Komandorski Orderu Odrodzenia Polski – 2 maja 1923 „za zasługi, położone około przyłączenia Górnego Śląska do Rzeczypospolitej Polskiej”[41][42]
- Miecze Hallerowskie[43]
- Odznaka Narodowego Związku Powstańców i Byłych Żołnierzy[44]
- Honorowy Krzyż Plebiscytowy[55]

## Upamiętnienie

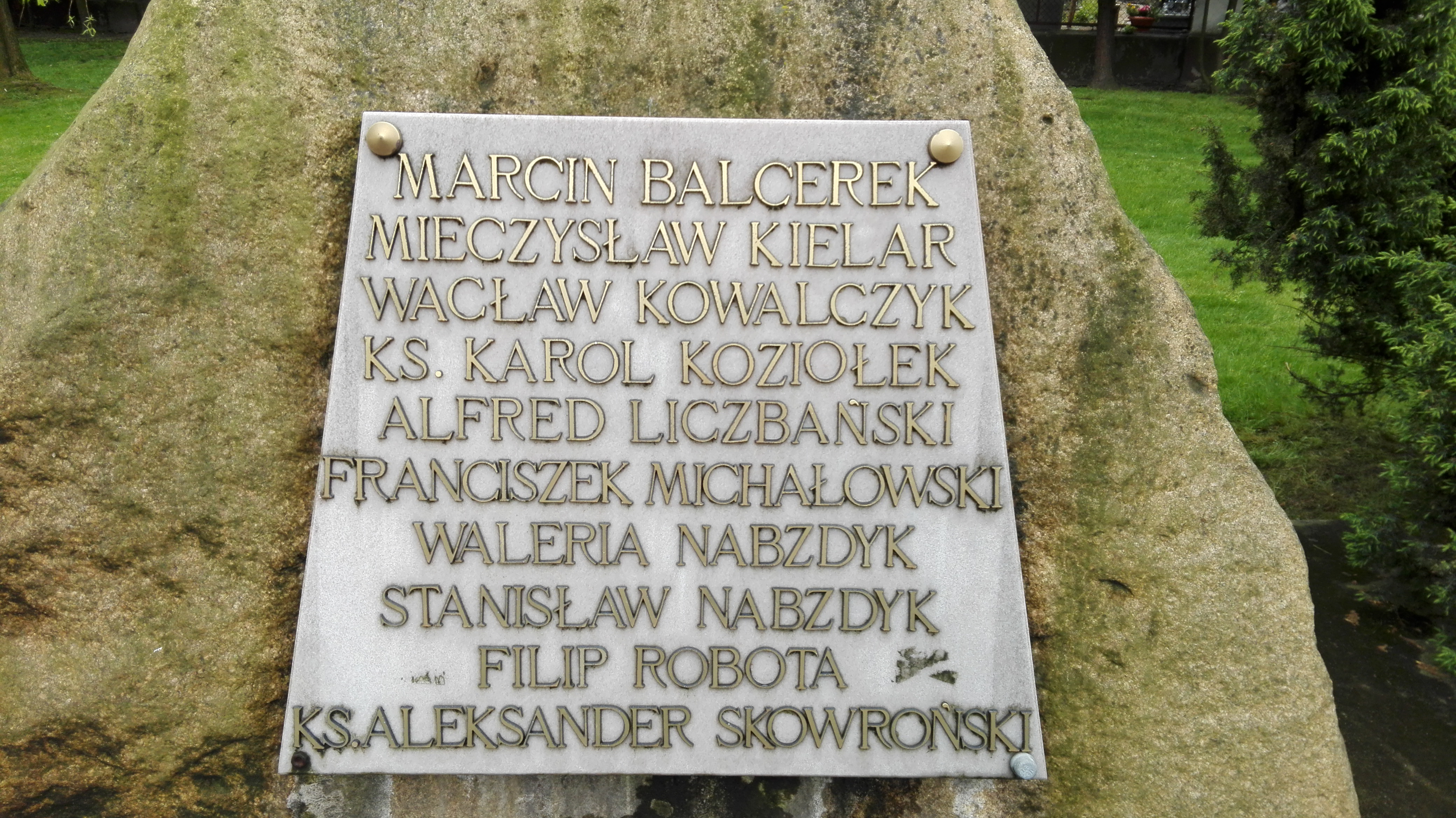
Głaz upamiętniający nauczycieli walczących o polskość Ziemi Prudnickiej

W kapitule katedralnej w Katowicach znajdowało się popiersie Aleksandra Skowrońskiego autorstwa Bogusława Langmana.
4 października 1954, w 20. rocznicę śmierci księdza Skowrońskiego, w Ligocie Bialskiej została odsłonięta tablica upamiętniająca jego osobę.
Imię Aleksandra Skowrońskiego otrzymała ulica w Prudniku na Jasionowym Wzgórzu, Gliwicach i Łączniku.
Skowroński jest jedną z osób wpisanych na tablicę na Głazie upamiętniającym nauczycieli walczących o polskość Ziemi Prudnickiej w Prudniku.